# نادیا میخر
نادیا میخر (به انگلیسی: Nadia Meikher) (زاده ۱۰ آوریل ۱۹۸۲) خواننده ، بازیگر اوکراینی است.
او قبلاً عضو گروه ویا گرا بود.